# Свято-Покровська Церква (Золотіїв)
Свято-Покровська Церква (місцева назва: Покровська церква) — чинна дерев'яна церква у місцевості Золотіїв міста Рівне. Парафія належить до Рівненсько-Волинської єпархії ПЦУ.

## Історія
За поданням М. Теодоровича, церкву, разом із муровано-дерев'яною триярусною дзвіницею, побудовано в 1855 за кошти пана Лук'яна Дворжанського на місці старого храму. У церкві зберігалися цінні стародруки, копії метричних книг із 1776. Записи у метричній книзі велися польською, а з 1796 – церковнослов'янською мовою. 
У 1939 радянська влада церкву закрила, все богослужбове начиння вивезли. У церкві розмістили аптечний склад, згодом – сховище мінеральних добрив. 
У 1988 розпочалося відновлення культової споруди. До церкви добудували другий купол, встановили нові хрести, відновили інтер’єр храму. За кошти мешканців Золотіїва було придбано образи, церковне начиння, реставровано іконостас. Деякі ікони подарували місцеві жителі. Збереглися спогади про священика, який служив у церкві, колишнього царського офіцера пана Дунаєвського, жителя сусіднього села Тинне. 
На початку 1950-тих священиком Свято-Покровського храму був Володимир Медвідь. Отець Петро Папірник збирав історію церкви і села. З 2001 року настоятелем Свято-Покровської церкви УАПЦ  є митрофорний протоієрей Петро Остапчук.
За цей проміжок часу, старанням і коштом громади, церкву було повністю відновлено і реставровано: споруджено і позолочено нові куполи й хрести, покрито синьою бляхою дах Церкви і дзвіниці, добудовано третій поверх дзвіниці, встановлено блискавковідводи, зрізано старі дерева, озеленено й викладено бруківкою церковне подвір’я, споруджено нову огорожу. Внутрішньо-церковний живопис здійснив митець Михайло Федорович Козійчук.   
В Свято-Покровській церкві УАПЦ відбулося чудо: після промови священника Петра (Остапчука) про ангелів, сама по собі загорілася свіча на світильнику, що стоїть за семісвічником (мінорою) у Вівтарі. Свідком цього чуда є також Василь Стацюк, котрий тоді був старостою церкви. «Ти твориш духів ангелами Своїми і слугами Своїми — вогненне полум’я» (Пс. 103:4).  

## Архітектура

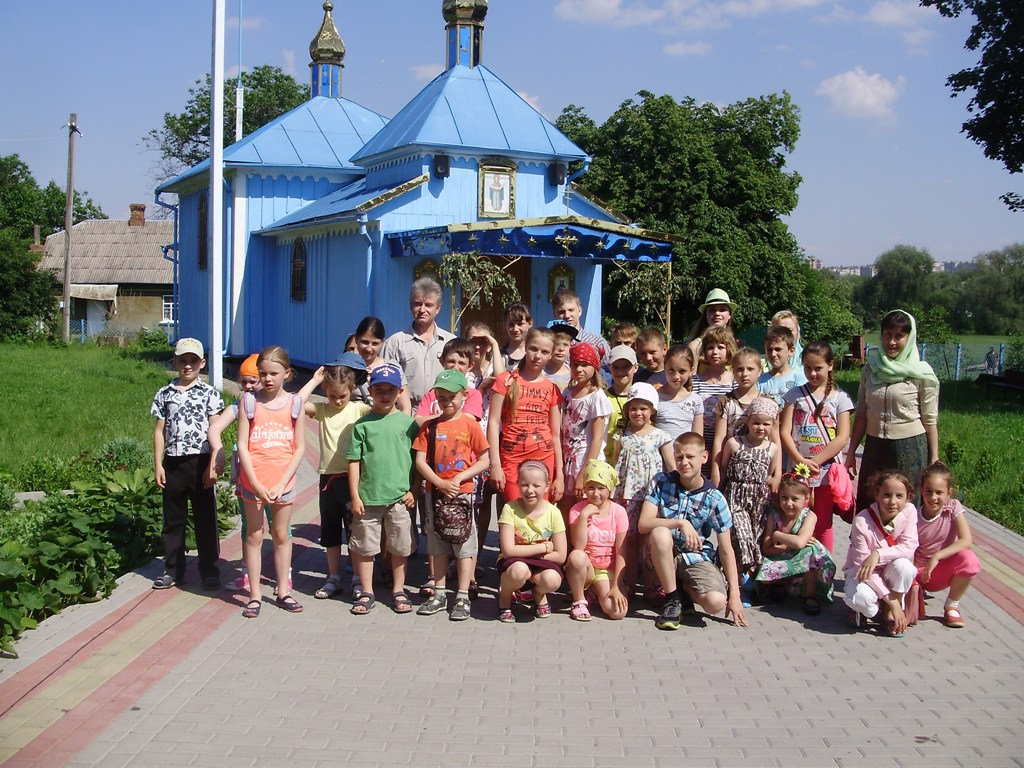
Недільна школа у Свято-Покровській церкві

Церква дерев'яна. Біля неї дзвіниця на чотирьох дерев'яних стовпах. 